# Attica (New York)
Attica è un comune degli Stati Uniti d'America, situato nello Stato di New York, nella contea di Wyoming, nota per ospitare il carcere di massima sicurezza di Attica.